# Dalbergia grandistipula
Dalbergia grandistipula är en ärtväxtart som beskrevs av A.M.Carvalho. Dalbergia grandistipula ingår i släktet Dalbergia, och familjen ärtväxter. Inga underarter finns listade i Catalogue of Life.